# Carles Rexach
Carles Rexach Cerdà (pron. catalana: [ˈkaɾləz rəˈʃak sərˈda]; Pedralbes, 13 gennaio 1947) è un allenatore di calcio ed ex calciatore spagnolo, di ruolo attaccante.
Rexach ha trascorso la maggior parte della sua carriera al Barcellona. Giunse nelle giovanili del club (la cantera) all'età di 12 anni. Giocò nella squadra blaugrana per ventidue anni, quindi lavorò sempre per i catalani come talent scout, allenatore e manager per altri ventidue anni. Col Barcellona vinse la Primera División della stagione 1973/1974, primo campionato vinto in quattordici anni. Rexach inoltre fu assistente di Johan Cruyff, suo ex compagno di squadra, quando questi era l'allenatore del cosiddetto Dream Team, tra il 1988 e il 1996. Inoltre fu allenatore vicario sempre ai Blaugrana  in tre occasioni, prima di diventare allenatore nel 2001.

## Carriera

### Giocatore
Rexach fece il suo debutto nel Barcellona da professionista nel 1965, in una partita di Copa del Generalísimo contro il Racing Santander, segnando il gol del 4-0 finale. Tra il 1965 e il 1967 giocò anche per il Condal, la squadra riserve del Barça. Nel 1971 vinse il Trofeo Pichichi con 17 gol in 29 partite. Tre anni dopo segnò una tripletta al Camp Nou nella Coppa dei Campioni 1974-1975 contro il Feyenoord: tutti e tre i gol vennero propiziati da Johan Cruyff. Nella finale di Coppa del Re 1978 venne eletto "man of the match" dopo che il Barcellona aveva battuto il Las Palmas con due suoi gol, per il 3-1 finale. Rexach inoltre mise a segno il terzo gol dei catalani nella finale di Coppa delle Coppe 1979 vinta contro il Fortuna Düsseldorf 4-3. Si ritirò dall'attività nel 1981. Il 1º settembre di quell'anno, il Barcellona giocò una gara in suo onore contro l'Argentina al Camp Nou.
Rexach ha totalizzato 15 presenze e 2 reti per la Spagna tra il 1969 e il 1978. Con la maglia delle furie rosse ha partecipato ai Mondiali 1978, esperienza chiusasi però con l'eliminazione della Spagna nella fase a gironi.

### Allenatore
Dopo il ritiro dal calcio giocato Rexach entrò nello staff tecnico del Barcelona Atlétic. Nel 1984, insieme ad altri ex-calciatori come Antoni Torres, Juan Manuel Asensi e Joaquim Rifé, fondò una scuola-calcio, la Escuela TARR. Rexach fu quindi assistente dell'allenatore Luis Aragonés nella stagione 1987-88, diventando per breve tempo allenatore ad interim dopo la partenza di Aragonés. Quando Johan Cruyff venne scelto come successore di Aragonés, Rexach rimase come vice. Durante la stagione 1990-91 Cryuff dovette sottoporsi ad un intervento al cuore e Rexach ancora una volta dovette subentrare. Rimase in carica sulla panchina del Barça dal febbraio 1991 fino al termine della stagione, guidando la squadra alla vittoria della Primera División. Continuò ad assistere Cryuff nel periodo del Dream Team, ma dopo che i contrasti col presidente Josep Lluís Núñez portarono Cruyff alle dimissioni nel 1996, Rexach divenne ancora una volta allenatore. La controversa decisione probabilmente causò una rottura nel rapporto di amicizia con Cruyff. Sotto Bobby Robson lavorò come scout dove scopre Lionel Messi, ma nel 1998 partì per il Giappone e trascorse una stagione come allenatore della Yokohama F. Marinos. Venne portato a Yokohama da Julio Salinas e Andoni Goikoetxea, che giocavano là.
Dopo l'esonero di Llorenç Serra Ferrer dalla panchina del Barcellona nella stagione 2000-01, Rexach diventò di nuovo l'allenatore vicario. L'unico obiettivo rimasto era la qualificazione per la Champions League 2002. Rexach guidò la squadra nelle ultime sette partite di campionato: nell'ultima gara, contro il Valencia, un gol di Rivaldo permette alla squadra di chiudere al quarto posto e di accedere alla massima competizione europea. Questo piccolo successo diede a Rexach la possibilità di essere scelto come allenatore da Joan Gaspart per la stagione 2001-02. Quella stagione, pur con un quarto posto nella Primera División e le semifinali di Champions League raggiunte, fu una delle peggiori per il club catalano. Quell'annata vide il Barça perdere con due squadre di Tercera División, il Figueres e il Balaguer, rispettivamente nella Coppa del Re e nella finale di Copa Catalunya. Si aggiunse anche un'umiliante sconfitta per 3-1 (totale tra andata e ritorno) con il Real Madrid nelle semifinali di Champions. La stagione successiva Rexach venne rimpiazzato da un redivivo Louis van Gaal, di ritorno dopo due anni. Nel luglio 2003 Rexach pose termine al lungo rapporto (44 anni) con la società.

## Palmarès

### Giocatore

#### Club

##### Competizioni nazionali
- Coppa di Spagna: 4

Barcellona: 1967-1968, 1970-1971, 1977-1978, 1980-1981
- Campionato spagnolo: 1

Barcellona: 1973-1974

##### Competizioni internazionali
- Coppa delle Fiere: 1

Barcellona: 1965-1966
- Coppa delle Coppe: 1

Barcellona: 1978-1979

#### Individuale
- Trofeo Pichichi: 1

1970-1971

### Allenatore
- Campionato spagnolo: 1

Barcellona: 1990-1991